# NGC 468
NGC 468 je spirální galaxie v souhvězdí Ryb. Její zdánlivá jasnost je 14,4m a úhlová velikost 0,7′ × 0,4′. Je vzdálená 233 milionů světelných let, průměr má 45 000 světelných let. Galaxii objevil 22. listopadu 1827 John Herschel. Objekt byl duplicitně katalogizován v Index Catalogue jako IC 92.